# Carlo Cattapani
Carlo Cattapani (Mantova, 7 agosto 1868 – New York, 1º luglio 1925) è stato un giornalista, militare e artista italiano.

## Biografia
Nacque a Mantova da Lorenzo Cattapani, colonnello di fanteria e Rosa Malinconico dei Marchesi di Cordova.
Crebbe nel borgo nocerino di Casolla, dove nacquero tutti gli altri fratelli.
Frequentò la Scuola Militare di Caserta, dove conobbe Paolo Plameranz, nipote del re del Montenegro. Grazie a questa amicizia, aiutò il Montenegro durante la guerra con la Turchia. Per questo motivo il re Nicola I del Montenegro, gli conferì il titolo di Commendatore dell'Ordine di Danilo I; fu nominato anche Comandir dell'Esercito Montenegrino e fu insignito della Medaglia d'oro di benemerenza, onore concesso a pochissimi stranieri.
Abbandonata la carriera militare, studiò arte (fu allievo, tra gli altri di Filippo Palizzi). Poi si diede alla vita ecclesiastica studiando prima presso l'Abbazia di Cava de' Tirreni, poi presso l'Università Benedettina di San Paolo fuori le mura a Roma.
Visse tra Parigi, Londra e New York, dove insegnò Storia dell'Arte Antica e dei Costumi presso l'Accademia americana di arti drammatiche.
Parte della sua vita è stata raccontata da lui stesso nel racconto Avventure del Marchese di Mantova, pubblicate in inglese sulla rivista di George Newnes The Wide World Magazine, pubblicate in italiano nello stesso anno sulla rivista La Lettura del Corriere della Sera.
Ha svolto con profitto anche l'attività di reporter e fotografo di guerra per diverse testate italiane e inglesi.
È ricordato nel meridione d'Italia, e soprattutto in Campania per aver dato vita a numerose associazioni sportive e culturali, delle quali la più famosa è l'Associazione Giovanile Nocerina, fondata a Nocera Inferiore il 1º febbraio 1910, di cui è stato primo presidente.
Mentre soggiornava a Nocera Inferiore, gli fu decretata la Medaglia d'oro al merito civile da parte della città di Cetara per l'aiuto mostrato in occasione dell'alluvione che colpì il comune della costiera amalfitana il 24 ottobre 1910.
Nel 1903 sposò la canadese Henriette Gardner, dalla quale non ebbe figli.
Morì a New York il 1º luglio del 1925 a seguito delle complicazioni per una polmonite. Traslato in Italia, il suo corpo imbalsamato fu collocato in una teca di cristallo nei pressi del vecchio ingresso del cimitero di Nocera Inferiore. La tomba andò distrutta durante i bombardamenti che colpirono la città durante la seconda guerra mondiale.

## Curiosità
Suo fratello Antonio era il bisnonno del cantante genovese Massimiliano Cattapani.
Sua sorella Pia era la nonna di Enrico Calenda, militare caduto nel 1941.

## Onorificenze
Medaglia d'oro al merito civile
 Commendatore dell'Ordine del Principe Danilo I